# Joan Francesc Molinas i Sicart
Joan Francesc Molinas i Sicart (segle xviii) fou governador del castell de Montjuïc de Girona. Tanmateix és recordat sobretot pels seus escrits. Publicà «Memorias de Juan Brik, hijo natural de Oliverio Cromwel. En ella se da noticia de la trágica muerte del rey Carlos I y de otras particularidades muy notables dignos de la atención y curiosidad del público, escritas por D. Juan Francisco de Molinas y Sicar, guardia de corps de la compañía italiana» (Madrid, 1780); i «Disertación o discurso que por encargo particular de la real academia de buenas letras de la ciudad de Barcelona hizo D. Juan. Francisco de Molinas...», discurs sobre la vinguda de Carlemany a Catalunya, imprès el març de 1789. L'objecte d'aquest discurs és provar l'entrada de Carlemany a Catalunya i la seva participació directa a la conquesta de Girona i la fundació de la catedral. Aquest al·legat és una impugnació a les tesis del marqués de Mondéjar que s'esforçà tenaçment a negar aquesta entrada, menyspreant sense cap raó sòlida els escriptors catalans Ramon Muntaner, Bernat Desclot, Guillem de Vallseca, Esteve de Corbera, el Dr Bernat Boades, Jaume Marquilles, Antoni Oliva, i José Pellicer. Segons escriu Torres i Amat: «Totes les raons que s'impugnen amb els esmentats autors catalans estan preses de les donades per Pere Miquel Carbonell, arxiver de la Corona d'Aragó, amb el suport del dictamen de seu cosí Gerónimo Pan i d'aquests es valgueren el marquès de Mondéjar, Jerónimo Zurita, i alguns altres, que per enveja, lleugeresa, preocupació o ignorància de l'idioma català, de han deixat córrer la ploma sense estimar el que van deixar escrit aquells doctes savis historiadors catalans.» El Pare Juan de Mariana dona per certa la vinguda de Carlemany a Catalunya. Tot i la controvèrsia sobre la vinguda o no de Carlemany en la campanya actualment es creu que tot i que Carlemany no participà directament en els enfrontaments que conduïren a la presa de Girona.